# Castrovalva
Castrovalva es el primer serial de la 19.ª temporada de la serie británica de ciencia ficción Doctor Who, emitido originalmente en cuatro episodios en dos semanas, del 4 al 12 de enero de 1982. Fue el primer serial protagonizado por Peter Davison como el Quinto Doctor. En España fue emitido el 2 de febrero hasta el 23 del mismo mes en 1984 por la La2.

## Argumento
Tras su regeneración al final de Logopolis, el Quinto Doctor aún está débil, y sus acompañantes, Adric, Nyssa y Tegan le llevan a la TARDIS. Allí, el Doctor está delirando pero pide que le lleven a la "Habitación Cero" que contiene tecnología curativa de los Señores del Tiempo que le ayudará a recuperarse. Tras dejarle ahí para recuperarse, Tegan y Nyssa descubren un terminal en la TARDIS que describe como usar la máquina. Intentan pilotarla, pero se dan cuenta de que están moviéndose a toda velocidad hacia un tiempo y lugar prefijados, el "Evento Uno", el Big Bang, una trampa puesta por El Amo. Cuando no pueden encontrar a Adric, que ha sido secuestrado por el Amo, las chicas sacan al Doctor de la Habitación Cero para que pilote la TARDIS, y llega a tiempo para, borrando un cuarto del total de la TARDIS, conseguir energía para volver al tiempo normal. Pero entre la masa borrada está la Habitación Cero por lo que el Doctor, con la ayuda de Nyssa, construye un armario cero temporal en forma de ataúd desde las puertas de la habitación cero. Tegan descubre información sobre las Viviendas de Simplicidad en Castrovalva, un lugar ideal para que el Doctor se recupere, y dirige la "TARDIS" allí.
Nyssa y Tegan tienen dificultades para transportar al Doctor en Castrovalva y separarse de él; el Doctor es capturado por guerreros que protegen las Viviendas, mientras que las mujeres se ven obligadas a subir un acantilado rocoso para llegar a su entrada. El Doctor es cuidado por Shardovan, un bibliotecario, y el anciano Portreeve, antes de que llegaran Nyssa y Tegan. Después de una noche de sueño, descubren aspectos extraños de las Viviendas; si salen de la ciudad a través de cualquiera de sus salidas, se encuentran en una plaza particular de la ciudad, y un tapiz en las habitaciones del Doctor cambia y refleja los acontecimientos del mundo exterior. El Doctor entiende que están atrapados en una "oclusión recursiva", y las Viviendas son falsas. El Portreeve se revela como el Maestro, y les muestra a Adric, atrapado en una estructura tipo red. El Maestro ha sido capaz de utilizar el genio matemático de Adric junto con los cálculos de transferencia en bloque de Logopolians para crear las Viviendas, así como alterar la TARDIS, creando la terminal en la consola que los condujo hasta aquí. Dándose cuenta de la verdadera naturaleza de la realidad de Castrovalva, Shardovan se balancea desde una lámpara de araña hacia la red y la destruye, liberando a Adric y haciendo que la realidad de las Viviendas se desmorone. Al ver que todo está perdido, el Maestro huye a su TARDIS, que estaba disfrazada de chimenea. El Doctor y sus compañeros huyen de la ciudad. El Maestro parece estar atrapado y no puede escapar mientras la ciudad se derrumba sobre sí misma. A medida que los viajeros del tiempo regresan a la TARDIS, el Doctor indica que se ha recuperado completamente de su prueba de regeneración

### Continuidad
Esta historia concluye una trama de tres seriales con el Amo que comenzó con The Keeper of Traken (1981) y siguió con Logopolis (1981). Al principio del programa se hizo una repetición de los últimos momentos de Logopolis con la regeneración de Tom Baker. Se trata de la primera secuencia pre-créditos de toda la historia de la serie. Posteriormente, en la serie clásica sólo The Five Doctors (1983), Time and the Rani (1987) y Remembrance of the Daleks (1988) tendrían secuencia pre-créditos, que se convertiría en un estándar a partir del episodio de 2005 El fin del mundo.
Al principio de la historia, el Quinto Doctor literalmente descose la bufanda color borgoña del Cuarto Doctor (y parte su chaleco en dos). El Quinto Doctor se quita un zapato y lo deja en el suelo como marca de orientación por la TARDIS. No son los mismos que llevaba el Cuarto Doctor, que pertenecían a Tom Baker y se los llevó con él. No es la primera vez que el Doctor "regenera" parte del vestuario al cambiar de forma, el Segundo Doctor cambió de ropa al regenerarse en The Tenth Planet, y el Tercer Doctor cuando apareció regenerado en Spearhead from Space tenía zapatos diferentes a los del Segundo Doctor.
Cuando aún está desorientado, el Quinto Doctor se agarra las solapas, adoptando la personalidad del Primer Doctor, y se dirige a Adric llamándole "Brigadier" y "Jamie", y a Tegan le llama "Vicki" y "Jo". Menciona a los Guerreros de Hielo y a K-9 como si estuvieran presentes. También urge a Tegan y Nyssa a que no "revieran la polaridad del flujo de neutrones", la frase clásica asociada con el Tercer Doctor, y juega con una flauta, como el Segundo Doctor, cuya personalidad también adopta brevemente utilizando una de sus frases, "cuando digo corre, corre".
El Doctor come apio con gusto en Castrovalva, proclamándolo como un símbolo de la civilización. Al final de la aventura, se pega una rama en la solapa y la lleva desde entonces. En Time-Flight, Nyssa dice que desearía saber la opción que el Doctor activó en la TARDIS en este episodio. Esa opción era colocar el interior de la nave para que siempre estuviera recto, no importa la posición en que aterrizara la TARDIS fuera.

## Producción
| Episodio          | Fecha de emisión    | Duración | Espectadores en millones | Estado en el archivo  |
| ----------------- | ------------------- | -------- | ------------------------ | --------------------- |
| Episodio 1        | 4 de enero de 1982  | 24:14    | 9,1                      | Cinta original en PAL |
| Episodio 2        | 5 de enero de 1982  | 24:13    | 8,6                      | Cinta original en PAL |
| Episodio 3        | 11 de enero de 1982 | 23:35    | 10,2                     | Cinta original en PAL |
| Episodio 4        | 12 de enero de 1982 | 24:12    | 10,4                     | Cinta original en PAL |
| [ 1 ] [ 2 ] [ 3 ] |                     |          |                          |                       |

El título provisional de esta historia era The Visitor (El visitante). Esta fue la primera historia de la temporada que se emitió, pero fue la cuarta en grabarse, ya que la historia de debut planeada, Project Zeta Sigma, era imposible de hacer y tuvieron que buscar un reemplazo. John Nathan-Turner se aprovechó de esto para darle a Davison la oportunidad de hacerse una idea firme de cómo quería interpretar el papel antes de rodar la historia de regeneración.
El episodio 1 de esta historia destaca por ser la primera vez en la historia de Doctor Who en que el protagonista fue acreditado como "El Doctor" en lugar de "Doctor Who". Esta acreditación se mantuvo hasta la cancelación de la serie en 1989 al final de la temporada 26. Para la primera temporada de 2005, se volvió a utilizar el crédito "Doctor Who". A partir de La invasión en Navidad, se recuperó la acreditación "El Doctor" a petición del nuevo protagonista David Tennant.
Para la última escena, el guion pedía que Adric apareciera "pálido" ya que estaría aún recuperándose de los efectos de la prisión del Amo. Según los comentarios del DVD, esto lo logró accidentalmente Matthew Waterhouse, que tenía resaca de la noche anterior por beber demasiado Campari. Mientras las cámaras rodaban al Doctor y Tegan conversando sobre quién aterrizó la TARDIS, Waterhouse estaba vomitando detrás de un árbol. Los otros actores siguieron actuando a pesar de ello para que se pudiera utilizar la toma.
Desde esta historia, se quitó la serie de su horario tradicional los sábados por la tarde a una emisión dos veces por semana los lunes y los martes.